# Kwangchul Youn
Kwangchul Youn (* 1966 in Cheongju, Südkorea) ist ein koreanischer Opernsänger (Bass).

## Jugend und Ausbildung
Kwangchul Youn wurde in Südkorea als Kind von Eltern geboren, die sich von der Landwirtschaft unterhielten. Er wuchs bis zu seinem zwölften Lebensjahr ohne Elektrizität auf und besuchte zunächst eine Berufsschule. Im Alter von siebzehn Jahren bemerkte er die außergewöhnliche Fülle seiner Stimme und begann, als Bass in einem Kirchenchor zu singen. Seine Eltern schickten ihn daraufhin an die Universität in Cheongju, wo er seine Ausbildung begann.
1988 debütierte er an der Staatsoper in Seoul als de Sirieux in Fedora. Als Gast sang er an weiteren koreanischen Häusern unter anderem die Partien des Basilio in Rossinis Il barbiere di Siviglia, Loredano in Verdis I due Foscari und Dulcamara in Donizettis L’elisir d’amore.
Seine Studien setzte er 1990/91 an der Musikhochschule Sofia bei Lesa Koleva und von 1991 bis 1993 an der Hochschule der Künste Berlin bei Herbert Brauer fort. Währenddessen erhielt er bei nationalen und internationalen Wettbewerben mehrere Auszeichnungen. Eine der wichtigsten war für ihn im Jahr 1993 der 1. Preis beim „Concours International des Voix d'Opéra Plácido Domingo“ Operalia in Paris. Seitdem tritt er immer wieder mit Plácido Domingo auf, so im Herbst 2009 an der Staatsoper Unter den Linden, Berlin, als Fiesco in Simon Boccanegra und bei dessen 40. Bühnenjubiläum im Mailänder Teatro alla Scala, als Hunding in einer konzertanten Aufführung der Walküre.

## Beruflicher Werdegang
1993/94 sang er an der Oper Leipzig unter anderem die Partien des Sarastro (Die Zauberflöte) und des Komturs (Don Giovanni). 1994 kam es zu einem Vorsingen an der Staatsoper Unter den Linden in Berlin, das zu einem Vertrag als Ensemblemitglied führte. Diese Stellung behielt er bis 2004 inne und gastiert auch heute noch häufig dort. Unter anderem interpretierte er den König in Aida, den Minister in Fidelio, König Marke (Tristan und Isolde), Bertram (Robert le diable), Colline (La Bohème) und Lodovico (Otello).
Es folgten Engagements an der Pariser Opéra Bastille (Simon Boccanegra) und am Théâtre du Châtelet (Elektra, Fidelio) sowie an der Oper von Barcelona (Le nozze di Figaro, Don Giovanni, Tristan und Isolde). 
1996 gab er sein Bayreuth-Debüt als Nachtwächter in Die Meistersinger von Nürnberg. Dort sang er in Neuinszenierungen: 2002 den Landgrafen im Tannhäuser, 2004 Titurel in Parsifal und 2005 König Marke in Tristan und Isolde, 2006 Fasolt in Das Rheingold und Hunding in Die Walküre. Hinzu kam 2008 das Rollendebüt als Gurnemanz in Parsifal – eine Neuinszenierung von Stefan Herheim.
Unter der Leitung von Daniele Gatti sang er in einer konzertanten Aufführung den Gurnemanz in der Frauenkirche in Dresden. Im Jahre 2011 war Kwangchul Youn in dieser Rolle auch im Teatro Regio di Torino, im Pariser Théâtre des Champs-Élysées, an der Bayerischen Staatsoper München und an der Staatsoper Hamburg zu hören. Zum 60. Bühnenjubiläum von Daniel Barenboim wirkte er vom 29. bis zum 31. August 2010 am Teatro Colón Buenos Aires in Aufführungen von Verdis Aida und Messa da Requiem mit.
Seit 2007 ist er an der Oper Frankfurt tätig und sang dort die Partie des Philipp II. in Don Carlo. Ebenso ist er in Bilbao, am Teatro Real in Madrid, in Valencia, am Gran Teatre del Liceu in Barcelona, an der Wiener Staatsoper (Mephisto in Faust), an der Metropolitan Opera (König Marke in Tristan und Isolde, Ferrando in Il trovatore, Komtur in Don Giovanni), der Washington National Opera und am Londoner Royal Opera House (König Heinrich in Lohengrin) tätig.
Neben seiner Operntätigkeit tritt Kwangchul Youn auch als Konzertsänger auf, und zwar an der Academia Santa Cecilia in Rom ebenso wie im Wiener Musikverein, im Wiener Konzerthaus (z. B. im März 2010 in der 8. Sinfonie von Gustav Mahler) und bei den Salzburger Osterfestspielen. In der Berliner Philharmonie war er in den Requien von Mozart und Verdi, in der Nelson-Messe von Haydn und in Beethovens Missa solemnis zu erleben. 
Er hielt Liederabende mit seinem Klavierpartner Helmut Oertel, wie z. B. im Sommer 2007 im Markgräflichen Opernhaus in Bayreuth und im Herbst 2007 in der Frankfurter Oper. Im Dezember 2009 kam es im Art Center, Seoul zu einer Aufführung der Winterreise mit Myung-Whun Chung auf dem Klavier. Regelmäßig singt er in den Silvesterkonzerten im Konzerthaus in Berlin die Basspartie in Beethovens neunter Sinfonie.
Er arbeitete mit Dirigenten wie Daniel Barenboim, Christian Thielemann, Mark Minkowski, Fabio Luisi, Michael Gielen, Myung-Whun Chung, Zubin Mehta, James Levine, Horst Stein und Thomas Hengelbrock in Oper und Konzert sowie bei CD-Produktionen, z. B. bei der Meistersinger-Aufnahme der Bayreuther Festspiele unter Daniel Barenboim bei Teldec oder beim Label harmonia mundi (La Didone, Croesus). 
Die Aufnahmen der Opern Le nozze di Figaro, Così fan tutte, Tiefland und Don Giovanni entstanden unter Bertrand de Billy und sind bei Arte Nova erschienen. Opus Arte hat eine DVD der berühmt-umstrittenen Don Giovanni-Inszenierung Calixto Bieitos aus dem Gran Teatro del Liceu, Barcelona, herausgebracht unter Bertrand de Billy mit Kwangchul Youn als Leporello. Aus Barcelona stammt auch die bei Opus Arte erschienene DVD des Rheingold mit Kwangchul Youn als Fasolt (Regie: Harry Kupfer). 
Ebenfalls mit Bertrand de Billy wurde 2009 Gounods Faust in der Wiener Staatsoper aufgenommen (Orfeo). Die Daphne-Produktion des Labels Decca unter Semjon Bytschkow wurde bei den Grammy Awards 2006 als beste Opernproduktion nominiert. Im Jahr 2009 kam als Produktion des WDR bei Profil Medien eine unter der Leitung von Semyon Bychkov entstandene SACD des Lohengrin heraus. Neben Kwangchul Youn als König Heinrich wirkten u. a. mit: Johan Botha, Adrianne Pieczonka, Petra Lang und Falk Struckmann. Die Aufführung der Walküre von den Bayreuther Festspielen unter der Leitung von Christian Thielemann mit Johan Botha, Albert Dohmen, Edith Haller und Linda Watson ist 2011 bei Opus Arte erschienen. Für 2018 wurde ihm ein Ho-Am-Preis zugesprochen.
Seit 2010 hält er eine Professur am College of Music der Seoul National University inne.

## Repertoire
- Ludwig van Beethoven
  - Don Fernando und Rocco in Fidelio

- Vincenzo Bellini
  - Oroveso in Norma

- Hector Berlioz
  - Narbal in Les Troyens

- Claude Debussy
  - Arkel in Pelléas et Mélisande

- Gaetano Donizetti
  - Heinrich VIII in Anna Bolena
  - Dulcamara in L’elisir d’amore
  - Raimondo in Lucia di Lammermoor
  - Talbot in Maria Stuarda

- Paul Dukas
  - Barbe-Bleue in Ariane et Barbe-Bleue

- Umberto Giordano
  - M. de Siriex in Fedora

- Charles Gounod
  - Mephistopheles in Faust

- Giacomo Meyerbeer
  - Bertram in Robert le diable

- Wolfgang Amadeus Mozart
  - Figaro und Bartolo in Le nozze di Figaro
  - Don Giovanni, Il Commendatore und Leporello in Don Giovanni
  - Alfonso in Così fan tutte
  - Sarastro in Die Zauberflöte

- Giacomo Puccini
  - Colline in La Bohème

- Gioachino Rossini
  - Basilio in Il barbiere di Siviglia

- Camille Saint-Saëns
  - Ein alter Hebräer in Samson et Dalila

- Richard Strauss
  - Nazarener in Salome

- Pjotr Tschaikowski
  - Gremin in Eugen Onegin

- Giuseppe Verdi
  - Attila in Attila
  - Ramphis und Il Re in Aida
  - Fillippo II. und Großinquisitor in Don Carlos
  - Marchese von Calatrava und Guardiano in La forza del destino
  - Banquo in Macbeth
  - Sparafucile in Rigoletto
  - Fiesco in Simon Boccanegra
  - Ferrando in Il trovatore
  - Wurm in Luisa Miller
  - Loredano in I due Foscari
  - Lodovico in Otello
  - Messa da Requiem

- Richard Wagner
  - Ein Nachtwächter und Veit Pogner in Die Meistersinger von Nürnberg
  - Gurnemanz und Titurel in Parsifal
  - Fasolt in Das Rheingold
  - Hunding in Die Walküre
  - König Marke in Tristan und Isolde
  - Hermann, Landgraf von Thüringen in Tannhäuser
  - Heinrich der Vogler in Lohengrin
  - Daland in Der fliegende Holländer

## Ehrungen
- 2018: Berliner Kammersänger